# Граф Мейо

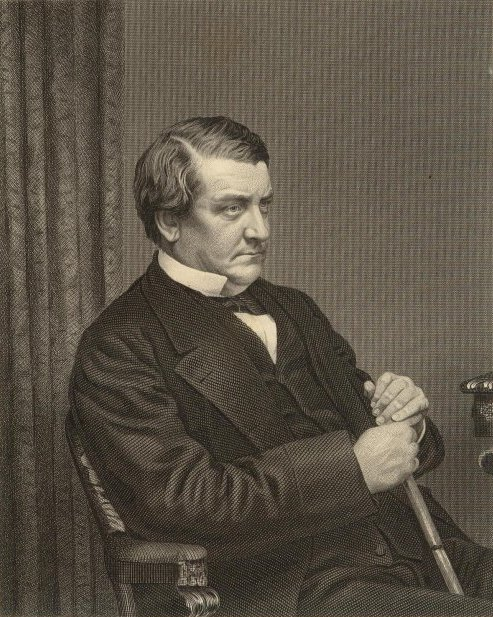
Ричард Бурк, 6-й граф Мейо

Граф Мейо (англ. Earl of Mayo) — титул в системе Пэрства Ирландии. Он был создан 24 июня 1785 года для Джона Бурка, 1-го виконта Мейо (1705—1790). В течение многих лет он служил первым комиссарам по доходам в Ирландии. Он получил титул барона Нейса из Нейса в графстве Килдэр (1776) и виконта Мейо из графстве Мейо (1781), став пэром Ирландии.
Ветвь рода Бурк происходила от Джона Бурка, четвёртого сына сэра Томаса Бурка (ум. 1397), чей второй сын Эдмунд был родоначальником виконтов Мейо (первая креация). Графы Кланрикард происходили из другой ветви рода де Бург.
Лорду Мейо наследовал в 1790 году его старший сын Джон Бурк, 2-й граф Мейо (1729—1792), который был депутатом Ирландской палаты общин. После его смерти титул перешёл к его младшему брату, Джозефу Дину Мейо, 3-му графу Мейо (1740—1794). Он был известным англиканским священником, занимал должности епископа Олдлохлина (1772—1782) и архиепископа Туама (1782—1794). Ему наследовал его старший сын, Джон Бурк, 4-й граф Мейо (1766—1849). Он заседал в Палате лордов Великобритании в качестве представителя ирландских пэров с 1816 по 1849 год. Его титулы перешли к его племяннику, Роберту Бурку, 5-му графу Мейо (1797—1867). Он также был представителем ирландских пэров в Палате лордов (1852—1867).
Его старший сын Ричард Саусуэлл Бурк, 6-й Граф Мейо (1822—1872) был видным консервативными политиком. Большую часть своей жизни он был известен под титулом «Лорд Нейс», он трижды занимал должность главного секретаря Ирландии (1852, 1858—1859, 1866—1868) и генерал-губернатора Индии (1869—1872). В 1872 году был убит во время посещения Андаманских островов. Ему наследовал его старший сын, Дермот Бурк, 7-й граф Мейо (1851—1927). Он заседал в Палате лордов Великобритании в качестве представителя ирландских пэров с 1890 по 1927 год и был членом Сената Ирландского свободного государства с 1922 по 1927 год.
В 1927 году после смерти бездетного Дермота Бурка его титулы унаследовал его двоюродный дядя, Уолтер Лонгли Бурк, 8-й граф Мейо (1859—1939). Он был сыном преподобного Джорджа Вингфилда Бурка, четвёртого сына 5-го графа Мейо. Его преемником стал старший сын, Улик Бурк, 9-й граф Мейо (1890—1962). После его смерти в 1962 году титул перешёл к его племяннику Теренсу Патрику Бурку, 10-му графу Мейо (1929—2006). Он был единственным сыном достопочтенного Брайана Лонгли Бурка, третьего сына 8-го графа Мейо. 10-й граф Мейо занимался политикой и на парламентских выборах в 1964 году в качестве кандидата от либеральной партии безуспешно претендовал от округа Южный Дорсет в Палату общин Великобритании.
В 2006 году ему унаследовал его старший сын, Чарльз Бурк, 11-й граф Мейо (род. 1953). Он получил образование в королевской школе Портора (Эннискиллен, близ Дублина), университете Квинс Белфаста и технологическом институте Дублина. Лорд Мейо, специалист по мрамору, как и его отец, является католиком.

## Известные члены семьи Бурк
- Ричард Теобальд Бурк (1770—1847), сын 3-го графа Мейо и отец 5-го графа Мейо, был епископом Уотерфорда и Лисмора[англ.] (1813—1832).
- Джон Джослин Бурк (1823—1904), генерал-лейтенант британской армии, второй сын 5-го графа Мейо.
- Роберт Бурк (1827—1902), третий сын 5-го графа Мейо, политик-консерватор, с 1887 года 1-й и единственный барон Коннемара.
- Сэр Джордж Дин Бурк (1852—1936), сын подполковника Томаса Джозефа Дина Бурка (1815—1875) и внук преподобного Джорджа Теобальда Бурка, четвёртого сына 3-го графа Мейо, был генерал-майором британской армии.

Старший сын и наследник графа Мейо носит титул лорда Нейса.
Фамильная резиденция графов Мейо — Дерринвер, в окрестностях Клифдена, графство Голуэй в Ирландии.

## Графы Мейо (1785)
- 1785—1790: Джон Бурк, 1-й граф Мейо (ок. 1705 — 2 декабря 1790), сын Ричарда Бурка (ум. 1727)
- 1790—1792: Джон Бурк, 2-й граф Мейо (1729 — 20 апреля 1792), старший сын предыдущего
- 1792—1794: Джозеф Дин Бурк, 3-й граф Мейо (ок. 1740 — 20 августа 1794), младший сын 1-го графа Мейо
- 1794—1849: Джон Бурк, 4-й граф Мейо (18 июня 1766 — 23 мая 1849), старший сын предыдущего
- 1849—1867: Роберт Бурк, 5-й граф Мейо (12 января 1797 — 12 августа 1867), сын преподобного Ричарда Бурка (1767—1832)
- 1867—1872: Ричард Саусуэлл Бурк, 6-й граф Мейо (21 февраля 1822 — 8 февраля 1872), старший сын предыдущего
- 1872—1927: Дермот Роберт Уиндем Бурк, 7-й граф Мейо (2 июля 1851 — 31 декабря 1927), старший сын предыдущего
- 1927—1939: Уолтер Лонгли Бурк, 8-й граф Мейо (28 ноября 1859 — 6 мая 1939), сын преподобного Джорджа Вингфилда Бурка (1829—1903), четвёртого сына 5-го графа Мейо
- 1939—1962: Улик Генри Бурк, 9-й граф Мейо (13 марта 1890 — 17 декабря 1962), второй сын предыдущего
- 1962—2006: Теренс Патрик Бурк, 10-й граф Мейо (26 августа 1929 — 22 сентября 2006), сын Брайана Лонгли Бурка (1897—1961) и внук 8-го графа Мейо
- 2006 — настоящее время: Чарльз Диармайт Джон Бурк, 11-й граф Мейо (род. 11 июня 1953), старший сын предыдущего от первого брака
  - Наследник: Ричард Томас Бурк, лорд Нейс (род. 7 декабря 1985), старший сын предыдущего от второго брака.